# プロト工業化
プロト工業化（プロトこうぎょうか、英語: Proto-industrialization）は、産業革命に先行する時期（西ヨーロッパでは17世紀〜19世紀初頭）に見られた、農村部における手工業生産の拡大という社会現象である。

## 概要
経済史家のF・メンデルスおよびP・デーヨンが1960年代末〜1970年代前半の研究で概念化した定義によれば、プロト工業化は単なる農村工業化ではなく、以下の3つの条件が結びついた歴史現象とされている。すなわち、第一に自給自足的な経済活動や地域内市場のための商品生産ではなく、特に国際貿易市場を志向する域外市場向け手工業生産である。第二に、多くの場合都市部の問屋商人によって組織された問屋制家内工業の形態をとった、農村部で小農によって営まれる家内手工業である。そして第三に同一の地方経済の内部で、一方では農村工業、他方では生産性の高い大規模な商業的農業へと特化する、2つの地域間の分業として展開される。この現象はイギリスの場合は17〜18世紀、その他の大陸諸国では18世紀〜19世紀初頭に進行した。
プロト工業化論の登場以前、産業革命以前の生産形態として重視されていたのは、主としてマニュファクチュア（工場制手工業）であったが、この学説においては問屋制家内工業が重要な役割を果たすものとされている。
プロト工業化は、インド、中国の長江流域、日本などでも起きていたとする研究がある。プロト工業化が起きた地域の共通点には人口の急増があり、プロト工業化に従事する人口が増えるにつれて、製品単価の値下げと生産増、そしてさらなる単価の値下げという悪循環が起きていた。北西ヨーロッパが他の地域と異なり経済成長を続けたのは、アフリカとアメリカ大陸における土地、鉱物、プランテーションの生産物であった。アジアでは、大西洋世界のようなブレイクスルーをもたらす要素がなかったため、生態環境の限界によって北西ヨーロッパより工業化が遅れたとされる。